# Langenbach (Baviera)
Langenbach è un comune tedesco di 3 901 abitanti, situato nel land della Baviera.